# Estadio Olímpico Grande Torino
El Estadio Olímpico Grande Torino (oficialmente y en italiano: Stadio Olimpico Grande Torino) es un estadio multiuso ubicado en la ciudad de Turín, Italia. 
El estadio, más conocido como Stadio Comunale o simplemente Comunale, fue sede de la Copa Mundial de Fútbol de 1934 y, después de una completa remodelación, albergó las ceremonias de apertura y de clausura de los Juegos Olímpicos de Turín 2006. Actualmente también se lo denomina Stadio Grande Torino, en alusión al mítico equipo del Torino de los años '40. Sin embargo, el estadio sigue siendo propiedad de la Comuna.

## Historia

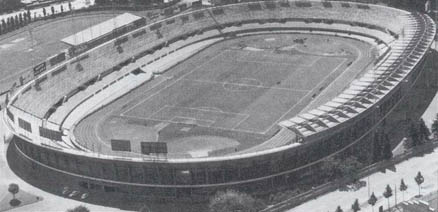
Estadio Comunal Benito Mussolini.

Este estadio fue construido en 1933 para ser sede de la Copa Mundial de Fútbol de 1934 realizada en el país. Originalmente planificado para 66 000 espectadores, fue nombrado Stadio Comunale Benito Mussolini en honor al líder fascista que gobernaba Italia en dicha época. Dos partidos fueron disputados finalmente: uno fue durante la primera ronda, en que Austria derrotó por 3:2 a Francia, y el segundo fue la victoria de Checoslovaquia ante Suiza con igual marcador durante semifinales.
Tras la Segunda Guerra Mundial, fue renombrado como Stadio Comunale Vittorio Pozzo en honor del entrenador de la selección de fútbol de Italia campeona en las Copas Mundiales de 1934 y 1938. El Comunale fue utilizado como sede de la Juventus y el Torino Calcio hasta 1990 cuando fue inaugurado el Stadio delle Alpi.

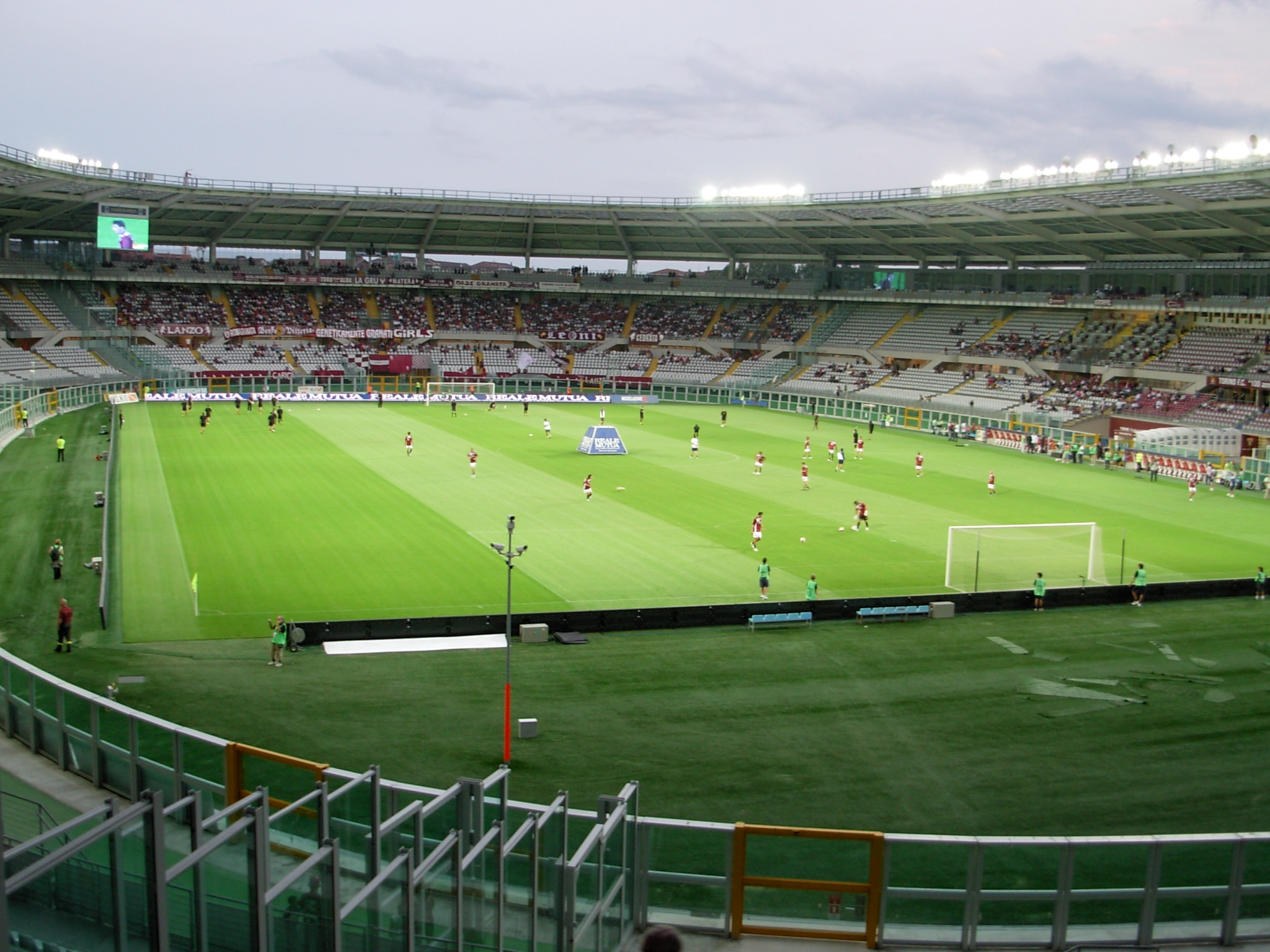
Estadio Olímpico "Grande Torino".

Después de años de abandono, el Stadio Comunale fue restaurado para ser sede de las ceremonias de apertura y clausura de los Juegos Olímpicos de Turín 2006 de invierno. 
El número de espectadores fue reducido a 28 140 asientos cubiertos. Tras los Juegos, el estadio dejaría de albergar a la Juventus y volvería a acoger al Torino Calcio; aunque el otro equipo de la ciudad, la Juventus, también utilizó este estadio mientras el Delle Alpi estaba en remodelaciones, hasta el día 8 de septiembre de 2011, fecha en la cual se inauguró su nueva sede, el Juventus Stadium.

## Partidos Eurocopa 1980
| 17 de junio de 1980, 20:30 | Grecia | 0:0 | Alemania Federal | Stadio Comunale, Turín                                               |  |
|                            |        |     |                  | Asistencia: 13.901 espectadores Árbitro(s): Brian McGinlay (Escocia) |  |

| 12 de junio de 1980, 17:45 | Bélgica       | 1:1 | Inglaterra  | Stadio Comunale, Turín                                                            |                                                                                   |
|                            | Ceulemans 29' |     | Wilkins 26' | Asistencia: 15.186 espectadores Árbitro(s): Heinz Aldinger (Alemania Democrática) | Asistencia: 15.186 espectadores Árbitro(s): Heinz Aldinger (Alemania Democrática) |

| 15 de junio de 1980, 20:30 | Inglaterra | 0:1 | Italia       | Stadio Comunale, Turín                                               |                                                                      |
|                            |            |     | Tardelli 79' | Asistencia: 59.646 espectadores Árbitro(s): Nicolae Rainea (Rumania) | Asistencia: 59.646 espectadores Árbitro(s): Nicolae Rainea (Rumania) |

## Curva Maratona
Se denomina así al sector popular norte del Estadio, donde se ubica tradicionalmente la hinchada de Torino Football Club.
Su nombre se debe a la torre de maratón que se encuentra detrás de la tribuna. Es considerada la Curva más caliente de Italia: en honor a sus simpatizantes, el Torino retiró de su numeración el 12, que se convirtió en símbolo de la hinchada Granate.